# Balthasar Scheidt
Balthasar Scheidt (auch Scheid; * 21. Dezember 1614 in Straßburg; † 26. November 1670 ebenda) war ein deutscher Hebraist, evangelisch-lutherischer Theologe und Hochschullehrer.

## Leben
Scheidts frühe Ausbildung ist unbekannt. 1630 musste er sein wohl recht frisch begonnenes Studium wieder aufgeben, da er nach dem Tod seiner Eltern deren Kaufmannsbetrieb zu führen hatte. 1635 nahm er unter Johann Conrad Dannhauers Anleitung das Studium der Theologie an der Universität Straßburg wieder auf. Er wechselte 1637 an die Universität Königsberg, wo er ein enges Verhältnis zu Abraham Calov aufbaute. Nach einer längeren Reise kehrte er 1644 zurück nach Straßburg, wo er sich das Lizenziat der Theologie erwarb. Anschließend war er für das Studium eines Grafen von Nassau verantwortlich, 1647 habilitierte er sich an der Philosophischen Fakultät der Straßburger Universität.
Scheidt erhielt 1649 an der Universität die Professur des Hebräischen. Ein Jahr darauf wurde er zum Doktor der Theologie promoviert. Abermals ein Jahr später, 1651, erhielt er zudem die Professur des Griechischen. Außerdem wurde er im gleichen Jahr Kanoniker an der Thomaskirche der Stadt. Er verstarb in seiner dritten Amtszeit als Rektor der Straßburger Universität.

## Publikationen (Auswahl)
- De protevangelio paradisiaco, Straßburg 1650.
- Super psalterium Davidis hebraicum, 12 Disputationen, Straßburg 1656–1668.
- Diatribon philologicarum continentium enodationem vocabulorum quorundam Germanicorum, in vulgus minus notorum, quibus D. Lutherus b. m. in sua versione Bibliorum usus est, (pars) prima, Straßburg 1663.
- Hydrographia cum commentatione nautica maxime ex Hebrais Graecisque sacrarum scripturarum fontibus deducta, Straßburg 1664.